# Bare (Kosovska Mitrovica)
Pour les articles homonymes, voir Bare.
Barë en albanais et Bare en serbe latin (en serbe cyrillique : Баре) est une localité du Kosovo située dans la commune/municipalité de Mitrovicë/Kosovska Mitrovica et dans le district de Mitrovicë/Kosovska Mitrovica. Selon le recensement kosovar de 2011, elle compte 841 habitants, tous albanais.

## Démographie

### Évolution historique de la population dans la localité
| 1948 | 1953 | 1961 | 1971 | 1981  | 1991  | 2011 |
| ---- | ---- | ---- | ---- | ----- | ----- | ---- |
| 603  | 683  | 704  | 816  | 1 037 | 1 313 | 841  |

|  |